# Danaabad
Danaabad – wieś w Pakistanie, w prowincji Pendżab. W 2017 roku liczyła 4218 mieszkańców.